# Orchis spitzelii
Espèce
Statut CITES
Orchis spitzelii, l'orchis de Spitzel, également appelé orchis à corne courte, est une espèce de plante herbacée vivace de la famille des Orchidacées.

## Description
Tiges de 20 à 40 cm, feuilles en rosette à la base, fleurs au labelle trilobé, tacheté, nettement plus grand que le périanthe; intérieur des sépales et pétales verdâtre; l'éperon forme un angle aigu par rapport au labelle.

## Floraison
Mai à juillet.

## Habitat
Bois.

## Répartition
Peu fréquente : Espagne, France : Pyrénées orientales, Alpes, limite nord : Jura ; Europe centrale et orientale, Grèce.

## Galerie

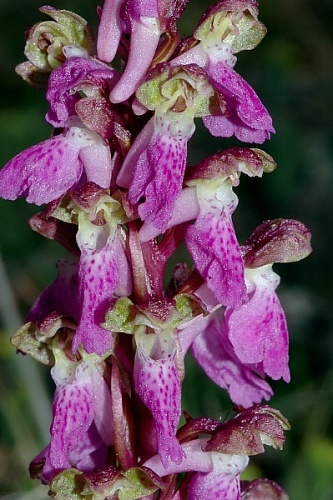
Orchis spitzelii
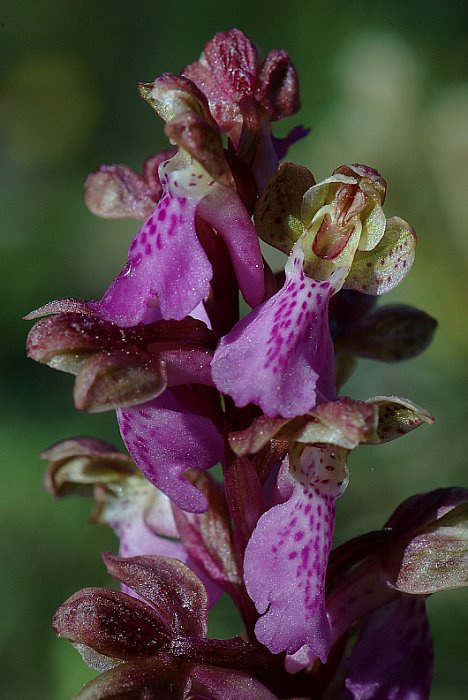
Orchis spitzelii
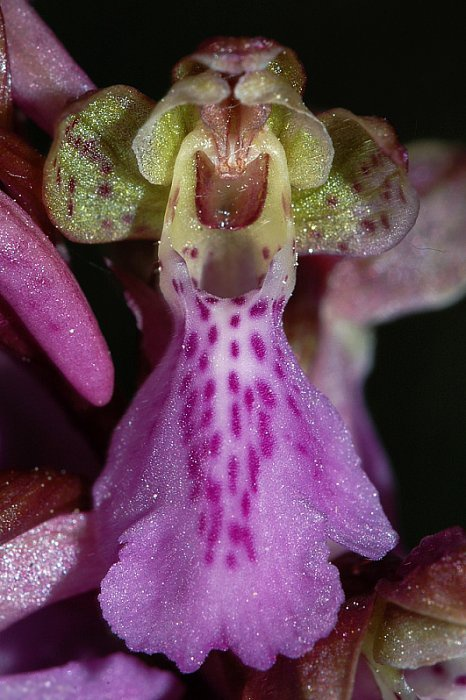
Orchis spitzelii
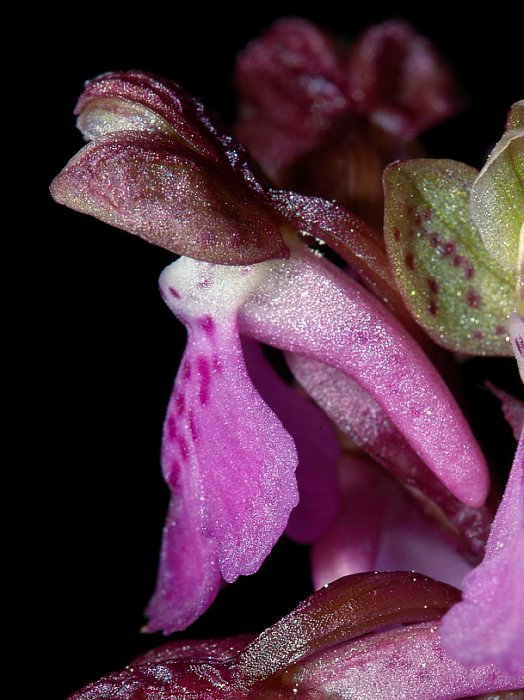
Orchis spitzelii